# Hassan Pasha-moskee
De Hassan Pasha-moskee is een moskee in de stad Oran, in het westen van Algerije.
Het werd gebouwd in 1796 in opdracht van Baba Hassan, de pasja van Algiers, ter nagedachtenis aan de verdrijving van de Spanjaarden. Tijdens de Franse invasie van Algiers in 1830, bezetten Franse soldaten de moskee tijdens hun invasie van Algerije als hun woonkwartier. 5 jaar na de Franse invasie, in 1835, werd het gebouw opgericht als moskee en drie decennia later gerenoveerd. In 1952 werd de moskee vermeld als historisch monument. Sinds 2010 is dit historische monument gesloten voor het publiek.